# Vastorf
Vastorf ist eine Gemeinde im Landkreis Lüneburg in Niedersachsen.

## Geografie

### Geografische Lage
Vastorf liegt westlich des Naturparks Wendland.Elbe. Die Gemeinde gehört der Samtgemeinde Ostheide an, die ihren Verwaltungssitz in der Gemeinde Barendorf hat.

### Gemeindegliederung
Die Ortsteile der Gemeinde sind:
- Gifkendorf
- Rohstorf
- Vastorf
- Volkstorf

## Eingemeindungen
Am 1. März 1974 wurden die Gemeinden Gifkendorf, Rohstorf und Volkstorf eingegliedert.

## Politik

### Wahlkreise
Die Gemeinde Vastorf gehört zum Landtagswahlkreis 48 Elbe und zum Bundestagswahlkreis 38 Lüchow-Dannenberg – Lüneburg.

### Gemeinderat
Der Rat der Gemeinde Vastorf setzt sich aus neun Mitgliedern zusammen. Die Ratsmitglieder werden durch eine Kommunalwahl für jeweils fünf Jahre gewählt.
Bei der Kommunalwahl 2021 ergab sich folgende Sitzverteilung:
| Gemeinderat 2021Insgesamt 9 Sitze - SPD: 4 - Grüne: 2 - CDU: 3 |

### Bürgermeister
Der Name des ehrenamtlichen Bürgermeisters ist Herbert Wulf. Der Gemeindedirektor ist Andree Schlikis.

## Kultur und Sehenswürdigkeiten

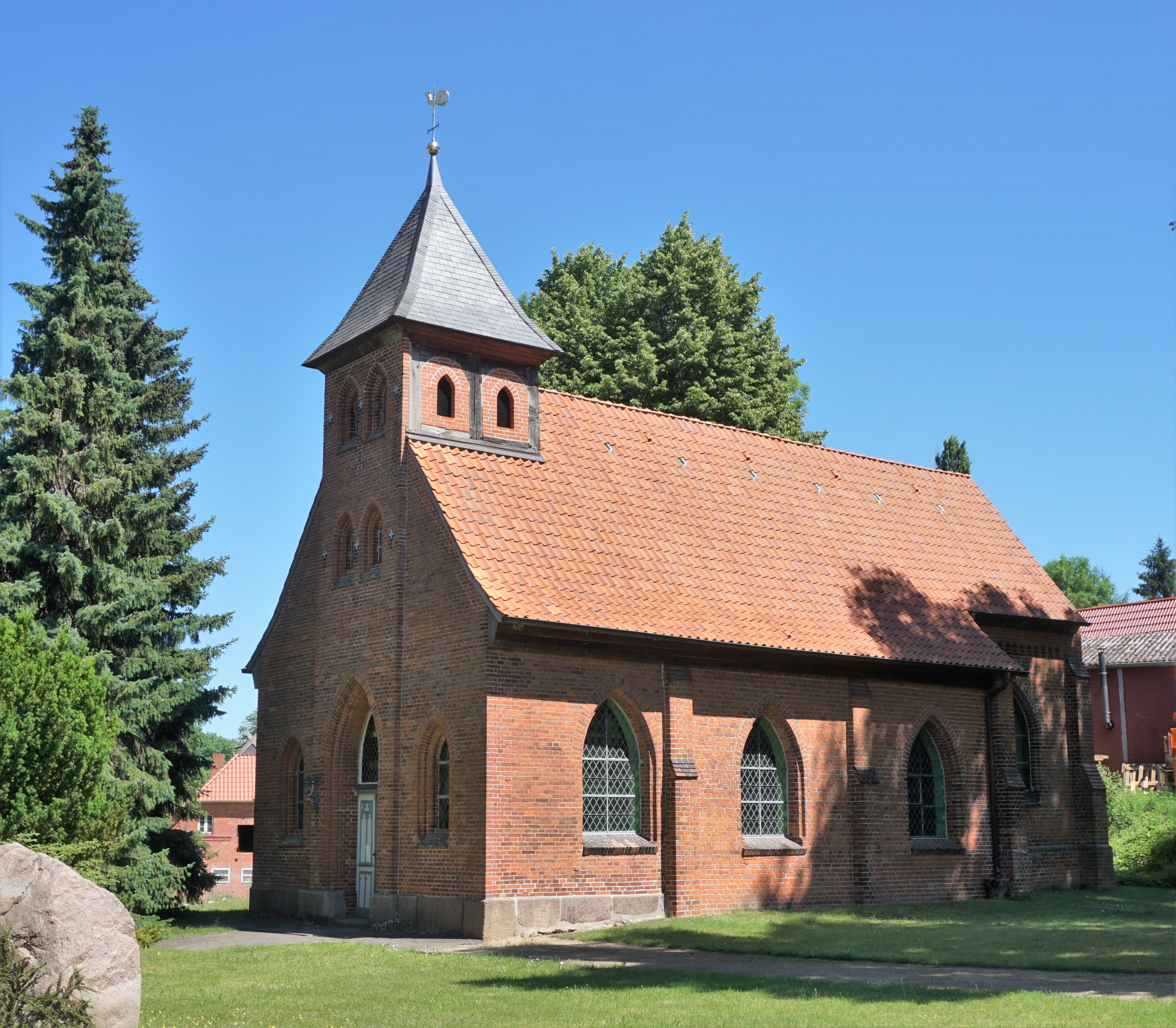
St.-Nikolaus-Kapelle in Vastorf

Die St.-Nikolaus-Kapelle befindet sich im historischen Ortskern Vastorfs und enthält einen wertvollen geschnitzten gotischen Altaraufsatz.

## Wirtschaft und Verkehr
Die Bundesstraße 216 Lüneburg–Dannenberg (Elbe) liegt im nördlichen Gemeindegebiet.
Durch den Haltepunkt Vastorf hat der Ort Anschluss an die Eisenbahnstrecke Lüneburg–Dannenberg, die Wendlandbahn.

### Ansässige Unternehmen
Der Merlin Verlag hat seinen Hauptsitz in Gifkendorf.